# Hrabstwo Saline (Missouri)
Hrabstwo Saline (ang. Saline County) – hrabstwo w stanie Missouri w Stanach Zjednoczonych. Obszar całkowity hrabstwa obejmuje powierzchnię 764,59 mil2 (1 980 km²). Według danych z 2010 r. hrabstwo miało 23 370 mieszkańców. Hrabstwo powstało w 1820 roku, a jego nazwa pochodzi od regionalnych źródeł solnych (ang. salt spring).

## Sąsiednie hrabstwa
- Hrabstwo Carroll (północny zachód)
- Hrabstwo Chariton (północny wschód)
- Hrabstwo Howard (wschód)
- Hrabstwo Cooper (południowy wschód)
- Hrabstwo Pettis (południe)
- Hrabstwo Lafayette (zachód)

## Miasta
- Gilliam
- Malta Bend
- Marshall
- Miami
- Nelson
- Slater
- Sweet Springs

## Wioski
- Arrow Rock
- Grand Pass
- Mount Leonard